# Criteuil-la-Magdeleine
Criteuil-la-Magdeleine – miejscowość i gmina we Francji, w regionie Nowa Akwitania, w departamencie Charente.
Według danych na rok 1990 gminę zamieszkiwało 506 osób, a gęstość zaludnienia wynosiła 33 osób/km² (wśród 1467 gmin regionu Poitou-Charentes Criteuil-la-Magdeleine plasuje się na 550. miejscu pod względem liczby ludności, natomiast pod względem powierzchni na miejscu 566.).